# Les Abrets en Dauphiné
Les Abrets en Dauphiné este o comună nouă franceză, situată în departamentul Isère, în regiunea Auvergne-Rhône-Alpes.
Această comună corespunde regrupării fostelor comune Les Abrets, Fitilieu și La Bâtie-Divisin. Primăria este situată în clădirea primăriei fostei comune Les Abrets.

## Geografie
Noua comună, care regrupează trei foste comune din mica aglomerație a localității Les Abrets, este situată în sectorul Nord-Isère, corespunzând administrativ arondismentului La Tour-du-Pin. Centrul său geografic se află aproape de intersecția drumurilor RD 1075 (fostul drum național 75) și RD 1006 (fostul drum național 6), la 45 km de Grenoble și la 65 km de Lyon.
Fosta comună Les Abrets, care corespunde sectorului cel mai populat, prezintă nucleul urban al unei regiuni care rămâne în mare parte rurală, cu multe zone agricole și păduri.

### Comune limitrofe
| La Bâtie-Montgascon     | Chimilin Romagnieu                    | Belmont-Tramonet (Savoie)          |
| Saint-André-le-Gaz      |                                       | Pressins Le Pont-de-Beauvoisin     |
| Saint-Ondras Charancieu | Villages du Lac de Paladru Montferrat | Saint-Sulpice-des-Rivoires Velanne |

### Hidrografie
Teritoriul comunei este străbătut de două cursuri de apă:
- este mărginit în partea sa vestică (la granița cu comuna vecină Saint-André-le-Gaz) de râul Bourbre[4], un afluent direct pe malul stâng al Ronului;
- este de asemenea mărginit, de această dată în partea sa estică (la limita cu teritoriul comunei Le Pont-de-Beauvoisin), de râul Bièvre[5], un alt afluent direct pe malul stâng al Ronului. Acest râu are mai mulți afluenți, printre care pârâul Gazon, cu o lungime de 0,9 km, care traversează teritoriul comunei și se varsă în Bièvre la nivelul fostei comune La Bâtie-Divisin.

### Climă
În 2010, clima comunei era de tip climă de margine montană, conform unui studiu realizat de CNRS, bazat pe date colectate în perioada 1971-2000. În 2020, Météo-France a publicat o nouă tipologie a climei din Franța metropolitană, în care comuna este expusă unui climat montan sau de margine montană. Comuna se află în regiunea climatică a Alpilor de Nord, caracterizată printr-o pluviometrie anuală cuprinsă între 1 200 și 1 500 mm, distribuită neuniform în timpul verii.
Pentru perioada 1971-2000, temperatura medie anuală este de 10,5 °C, cu o amplitudine termică anuală de 18,3 °C. Cantitatea medie anuală de precipitații este de 1275 mm, cu 9,8 zile de precipitații în ianuarie și 7,5 zile în iulie. Pentru perioada 1991-2020, temperatura medie anuală observată la stația meteorologică Météo-France cea mai apropiată, situată în comuna Le Pont-de-Beauvoisin la 5 km distanță, este de 11,8 °C, iar cantitatea medie anuală de precipitații este de 1166,3 mm.
Pentru viitor, parametrii climatici estimati pentru comună, pentru anul 2050, conform diferitelor scenarii de emisii de gaze cu efect de seră, pot fi consultati pe un site dedicat publicat de Météo-France în noiembrie 2022.

### Căi de comunicație și transport

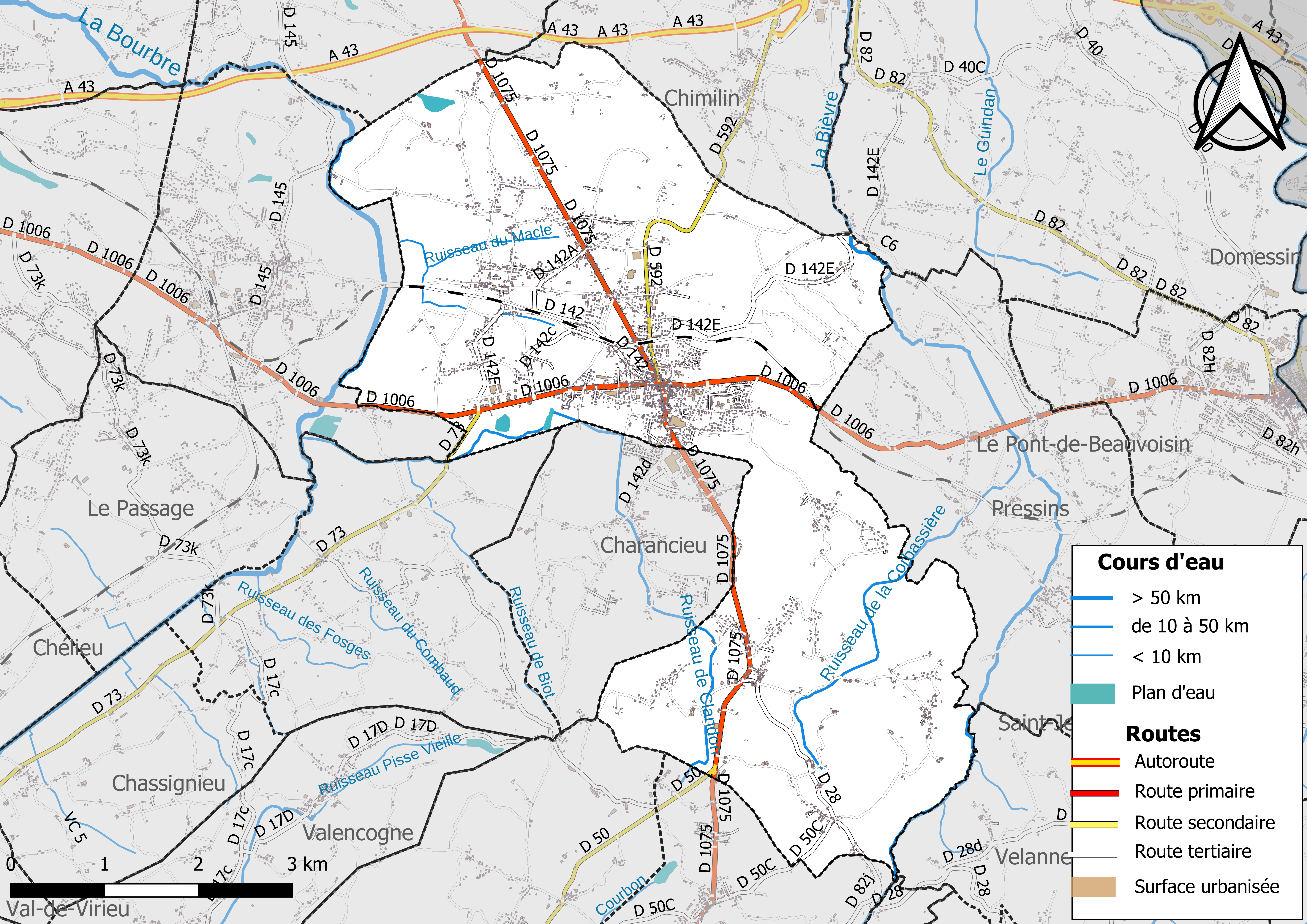
Hartă hidrografică și rutieră a comunei Les Abrets en Dauphiné.

Teritoriul comunei Les Abrets en Dauphiné, deservit de o autostradă, este traversat de două drumuri cu circulație intensă, ambele fiind foste drumuri naționale:
- Autostrada A43 (cu taxă), care leagă orașele Lyon și Chambéry, trece în apropierea comunei. Un ramal de acces situat la nordul comunei permite conectarea cu aglomerația:
  - Ieșirea 10, la 62 km: Le Pont-de-Beauvoisin, Les Avenières Veyrins-Thuellin, Les Abrets en Dauphiné.
- Fostul drum național 75 (în prezent RD 1075 din 2006) era o rută importantă care lega Tournus prin Bourg-en-Bresse cu Sisteron prin Grenoble. Acest drum conectează localitatea Les Abrets en Dauphiné cu Grenoble spre sud și cu Bourg-en-Bresse spre nord.
- Fostul drum național 6 (în prezent RD 1006 în departamentele Isère și Savoie) permite conectarea cu aglomerația Lyon spre vest și cu cea a orașului Chambéry spre sud.

## Urbanism

### Tipologie
Les Abrets en Dauphiné este o comună rurală, deoarece face parte din comunele puțin sau foarte puțin dense, conform grilei comunale de densitate a INSEE (Institutul Național de Statistică și Studii Economice). Ea aparține unității urbane Les Abrets en Dauphiné, o aglomerație intra-departamentală care reunește 4 comune și 10.696 de locuitori în 2022, dintre care ea este orașul-centru. De asemenea, comuna face parte din aria metrpolitană a Les Abrets en Dauphiné, al cărei centru este. Această arie, care reunește 3 comune, este clasificată în categoriile cu mai puțin de 50.000 de locuitori.

## Istorie
Pentru perioada anterioară fuziunii, este recomandat să se consulte articolele dedicate fostelor comune implicate.

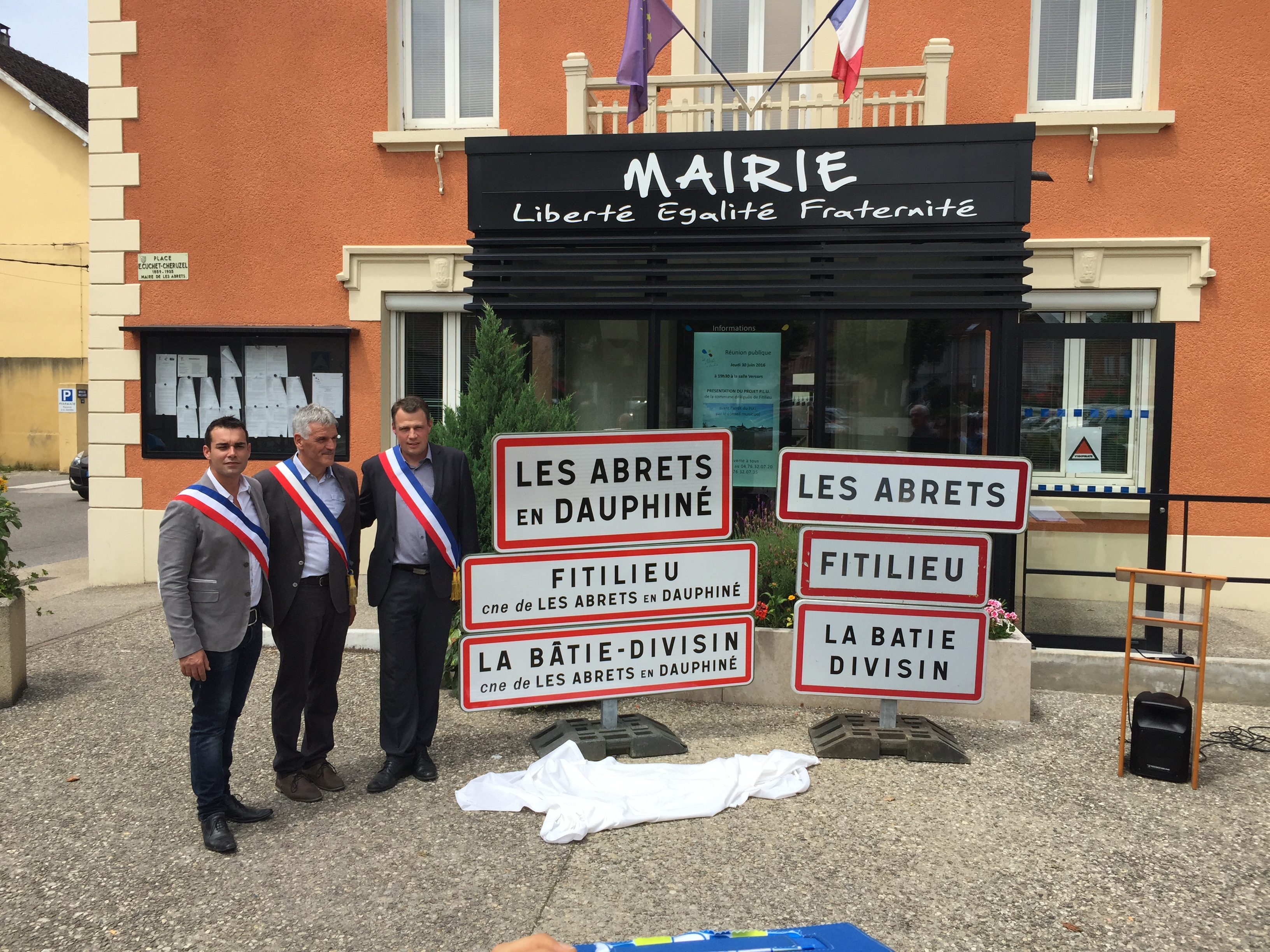
Cei trei primari delegați pentru comuna nouă Les Abrets en Dauphiné în iunie 2016.

### Crearea comunei noi
La 17 noiembrie 2015, consilierii municipali ai celor trei comune — Les Abrets, La Bâtie-Divisin și Fitilieu — decid crearea comunei noi:
- Les Abrets: 21 de voturi pentru, 5 voturi împotrivă și o abținere;
- Fitilieu: 16 voturi pentru și 3 voturi împotrivă;
- La Bâtie-Divisin: în unanimitate, voturi pentru.

Comuna nouă este creată prin ordinul prefectoral din 30 decembrie 2015, cu efect de la 1 ianuarie 2016. Se remarcă faptul că în ordinul semnat de prefect, grafia noii comune nu respectă regulile de tipografie franceză; într-adevăr, comuna ar fi trebuit să se numească „Les Abrets-en-Dauphiné”. Având în vedere semnătura prefectului, această grafie eronată este cea care a fost preluată în 2016 în Codul oficial geografic.

## Populația și societatea

### Date demografice
Evoluția numărului de locuitori este cunoscută prin recensămintele populației efectuate în comună începând din 2019. Pentru comunele cu mai puțin de 10 000 de locuitori, un recensământ al întregii populații este realizat la fiecare cinci ani, populațiile legale pentru anii intermediari fiind estimate prin interpolare sau extrapolare.
| An        | 2016  | 2020  | 2021  | 2022  |
| --------- | ----- | ----- | ----- | ----- |
| Populație | 6 289 | 6 439 | 6 576 | 6 713 |